# Alipiopsitta xanthops
Alipiopsitta xanthops denumit și papagalul cu față galbenă este o pasăre din familia papagalilor (Psittacidae) și singurul membru al genului Alipiopsitta. Este un papagal neotropical (tribul Arini) și a fost clasificat în genul Amazona timp de mulți ani.

## Taxonomie
Naturalistul german Johann Baptist von Spix a descris pentru prima dată specia în 1824 ca Psittacus xanthops. Numele speciei este derivat din greaca veche xanthos „galben” și ops „față”. Timp de mulți ani, a fost inclusă în genul Amazona, deși Alípio de Miranda Ribeiro a propus noul gen Salvatoria în 1920 datorită diferențelor de cioc și de penaj. Un studiu efectuat în 1995 a arătat că este distinct din punct de vedere genetic, urmat de alte date care au arătat că este mult mai apropiat de papagalul cu coadă scurtă (Graydidascalus brachyurus) și de membrii genului Pionus. În urma acestei descoperiri, a fost plasat din nou pentru scurt timp în genul Salvatoria, până când s-a descoperit că acest nume este ocupat de un grup de viermi polichete din superfamilia Nereidoidea, ducând astfel la transferul papagalului cu fața galbenă în noul gen Alipiopsitta.